# 1,3-二(二异丙基苯基)-2-咪唑亚基氯化亚金
1,3-二(2,6-二异丙基苯基)-2-咪唑亚基氯化亚金是金(I)的含氮杂环卡宾配合物，化学式为C27H36AuClN2，可简写为Au(iPr)Cl。它可由四氢噻吩氯化亚金和1,3-二(2,6-二异丙基苯基)咪唑𬭩氯化物在碳酸氢钾存在下反应制得。